# حد جی‌زدکا
حد گرایزن-زاپستین-کازمین (به انگلیسی: Greisen–Zatsepin–Kuzmin limit) که معمولاً به طور اختصار حد جی‌زدکا یا حد جی‌زی‌کا (به انگلیسی: GZK limit) نامیده می‌شود. حدی است در انرژی پرتوهای کیهانی که از مسافت‌های بسیار دور می‌آیند. مقدار این حد برابر ‎×۱۰۱۹۵ الکترون ولت یا حدود ۸ ژول است. علت به وجود آمدن این حد این است که ذراتی که در فواصل دور یعنی حدود ۱۶۳ میلیون سال نوری و بیشتر می‌آیند با تابش زمینه کیهانی برهمکنش کرده انرژی اضافی آنها باید جذب شود. اما این حد در طبیعت شکسته شده و حتی ذراتی آشکارسازی شده‌اند که ۵۰ ژول انرژی داشته‌اند به این ذرات که بنابر قوانین فیزیک نباید چنین انرژی داشته‌باشند را «ذره اوه خدای من» (به انگلیسی: Oh My God Particle) می‌گویند.
گرچه نظریه‌ای وجود دارد که بیان می‌دارد این ذرات به علت نزدیک بودن به انرژی پلانک (۲ میلیون ژول) در برهمکنش خود بادیگر مواد دچار تغییراتی می‌شود که مکانیک کوانتم و نسبیت خاص را در این حوزه از انرژی بی‌اعتبار می‌سازد اما هنوز به عنوان یک مسئله حل نشده شناخته می‌شود.

## محاسبه حد جی‌زدکا
این حد در سال ۱۹۶۶ مستقلاً توسط کنت گرایزن (به انگلیسی: Kenneth Greisen)، وادیوم کازمین (به انگلیسی: Vadim Kuzmin) و جورجی زاتسپین (به انگلیسی: Georgiy Zatsepin) محاسبه شد. روش محاسبه آنها بر پایه برهمکنش پرتوهای کیهانی و فوتون‌های تابش زمینه کیهانی بود؛ و بیان می‌داشت که ذرات با انرژی بیشتر از ۵‎×۱۰۱۹ الکترون ولت با فوتون‌های تابش زمینه کیهانی ({\displaystyle \gamma _{\rm {CMB}}}) برهمکنش می‌کنند تا پیون‌هایی از طریق رزونانس باریون دلتا بسازند.
{\displaystyle \gamma _{\rm {CMB}}+p\rightarrow \Delta \Gamma \Delta ^{h}\rightarrow p+\pi ^{h}.}
یا
{\displaystyle \gamma _{\rm {CMB}}+p\rightarrow \Delta \Gamma \Delta ^{h}\rightarrow n+\pi ^{h}.}
این ذرات کیهانی با انرژی بیشتر از حد موردنظر اگر از فاصله‌ای بیشتر از ۵۰ میلیون پارسکی یا ۱۶۳ میلیون سال نوری بیایند لزوماً تمام انرژی اضافی آنها جذب می‌شود. این فاصله افق جی‌زدکا نامیده می‌شود.

## تناقض پرتوهای کیهانی
چرا پرتوهای کیهانی با انرژی‌هایی وجود دارند که به‌طور تئوری بسیار زیاد است و منبعی در نزدیکی زمین ندارند؟
وجود چنین ذره‌هایی ابتدا در رصدخانه آگاسا دیده شد. این مشاهدات توسط رصدخانه پیر اوجر و رصدخانه های‌رس تائید شده‌اند. این انرژی همچنین با نسبیت خاص و فیزیک ذرات در تناقض است. توضیحاتی که تا کنون برای رفع این نتاقض ارائه شده‌ عبارت است از: خطا در اندازه‌گیری، نشأت گرفتن این پرتوها از منابع نامعلوم نزدیک ما، برخورد ذراتی که می‌توانند از فواصل دور با سرعت بسیار زیاد به سمت ما بیایند چون با ماده معمولی به ندرت برهمکنش دارند ‌با پادذره متناظر مثلا برخورد نوترینو با پادنوترینو، و تبدیل ماده تاریک به ذرات پر انرژی در مرکز کهکشان.